# Fátima Noya
Fátima Noya (Sant'Ana do Livramento, 3 agosto 1962) è una doppiatrice e attrice teatrale brasiliana.
È nota per aver doppiato Gohan e Goten da piccoli in Dragon Ball Z e nei relativi film, Shinnosuke Nohara in Shin Chan e Ranma Saotome (ragazza) in Ranma ½.